# Ботанический сад (Вацратот)
Ботанический сад в Вацратоте — самый большой ботанический сад в Венгрии, наиболее богатое собрание местных растений. На территории в 27 га представлены около 13 000 видов растений. Особенно богато собрание древесных (3300 видов деревьев и кустарников). В саду камней можно найти 25 видов высокогорных цветковых растений. Коллекция биологической систематики насчитывает 2000—2500 видов цветковых растений из 90 семейств и наглядно показывает историю развития растительного мира. В теплицах можно познакомиться с образцами своеобразной растительности тропиков: равнинные тропики (пальмы), пустыня (суккуленты, семейство кактусов), горные тропики (мхи и папоротники).

## История ботанического сада
Ботанический сад вырос из дворцового сада, который неизвестно, кем был спланирован и устроен, но предполагают, что дворянином Иштваном Геци, который в конце 18 — начале 19 века был владельцем имения и устроил парк по образцу других английских парков (Тата, Кишмартон, Алчут, находящийся по-соседству Фот). Первое письменное упоминание о парке было в 1827 году.
На военной карте 1842 года хорошо видны современные очертания сада, петлистые дорожки, лужайки, рощицы и пруд.
В 1846 году разорившаяся семья Геци продала имение в Вацратоте за 300 тысяч пенгё графу Нако Шандору из Надьсентмиклоша, а граф в 1852 перепродал его венским бенедиктинцам. В 1856 английский парк располагался на территории в 166.572 m²
В 1871 году имение в Вацратоте приобрёл граф Видязо Шандор. Он поручил планирование парка Ямбору Вильмошу, известному строителю садов, работающему в то время в другом ботаническом саду, в Алчуте. Работы по строительству парка начали весной 1872 года под руководством чешского садовника Банд Генрика и закончили только в конце века. Банд Генрик был главным садовником этого парка с 1873 до самой своей смерти, в 1913 году. Естественный природный сад превратился в дендрологический парк, в ботаническую коллекцию, придав ему сентиментальные мотивы стиля эпохи. Используя воды протекающей через парк речушки Ракош и старого озера построили целую систему прудов, вырытая земля пригодилась для того, чтобы сделать более разнообразным рельеф сада. Необходимые для строительства песок, известняк и доломитовые глыбы доставляли с горы Насай, находящейся неподалёку. Из огромных , 10-15 тонных камней, строили группы скал, скалистые склоны холмов. Берега речки тоже выложили камнями, чтобы придать им более естественный и живописный вид. А романтическое настроение только усиливала построенная на берегу водяная мельница, которую до сих пор зовут поющей мельницей по названию фильма, снятого здесь перед второй мировой войной. В романтическом стиле был построен и холм Ференцхалом, озеро Скалистое с роскошным водопадом, туннель, проходящий в пещере и искусственные готические развалины, находящиеся на острове.
По берегам речки остались только следы старого парка, некоторые из деревьев огромные и очень старые. Большая часть растений осталась с 1830-х годов (платан, лещина древовидная, лириодендрон, серебристый клён, чёрный орех, софора японская). На очищенных участках землю удобрили и посадили на них северно-американские и восточно-азиатские лиственные и вечнозелёные деревья и кустарники, но в настоящее время от них ничего не осталось.
Между кустарниками и под деревьями посадили травянистые растения, на влажных участках и по берегам речки — папоротники. В начале прошлого века территорию перед дворцом украсили модными в то время клумбами. На крутых берегах холма над Скалистым озером разбили каменный сад.
Тепличную коллекцию парка в 1880 годах на выставках садоводства неоднократно отмечали почётными дипломами.
По мнению профессора пештского университета Магочи-Диетц Шандора, самое сильное впечатление производило и на любителей, а ещё более на садовников большое разнообразие деревьев и кустарников.
Владелец имения, Видязо Шандор, в своём завещании распорядился о том, что если в семье не случится наследника-сына, тогда всё огромное состояние должно будет отойти Венгерской академии наук. В год смерти отца, в 1921 году, наследник Видязо Ференц оставил похожее завещание, добавив к нему, что сад надлежит сохранить в существующем виде.
У Видязо Ференца не было семьи, и после его смерти в июле 1928 года дворцовый парк, довольно к тому времени запущенный, перешёл во владение Венгерской Академии Наук, но Академия была не в состоянии поддерживать состояние имения, и когда внучка Видязо Шандора — Больза Мариетта — начала судебный процесс по поводу завещания — имение вернули наследнице. Больза Мариетта в 1936 году продала дворец вместе с парком юристу Дебрецени Шандору. У нового владельца коллекции ценных растений пришли в негодность. Умирающий сосновый лес вырубили и на его месте посадили фруктовые деревья. В конце 30-х годов разобрали и дворец, который был в плохом состоянии, и на его месте построили новое здание, сохранившееся до сего времени.
Во время второй мировой войны и особенно после неё, парк, оставшийся без хозяина, был значительным образом повреждён. В 1946 году парк передали Музею естествознания с целью образования на его основе ботанического сада и станции исследования растений. Возрождения парка началось трудно и медленно до тех пор, пока в 1949 году руководство не перешло в руки Семеш Габора.
Основу современного ботанического сада заложил Пензеш Антал. В начале 1952 года парк перешёл к Венгерской академии наук, и на его основе был образован Исследовательский институт ботаники при Академии Наук. Основной задачей нового учреждения было выращивание растений для планировавшегося в Хювёшвёлде, но так и не построенного Центрального Ботанического сада. В 1954 году руководителем парка назначили академика Зойоми Балинта, а его заместителем стал Уйвароши Миклош.
По планам прошлого века восстановили оригинальную систему дорог, вырубили деревья-сорняки и заросли диких кустарников, начали заменять погибшие за последние десятилетия ценные растения.
В 1953-54 годах на территории 1,5 гектара, на месте запущенного фруктового сада, основали коллекцию биологической систематики, используя для этого растения закрытого Аграрно-Ботанического Сада в Дебрецене. Эта коллекция на основе системы Шоо Режё о развитии земли, показывает развитие цветковых растений. В 1954 году начали разводить деревья и кустарники, используя для этого международный обмен семенами. Развитию ботанического сада помогали также и отечественные ботанические сады и питомники, поставляя саженцы и семена.
В 1955 году на участке перед теплицами началось создание коллекции каменного сада. Обновление старых каменных садов на крутых склонах холма рядом со Скалистым озером требовало много затрат, поэтому в 1969—1973 годах начали строить новый каменный сад, меньших размеров.
В 1953 году построили небольшую, наполовину уходящую в землю, оранжерею, но её хватало только для разведения рассады и для зимовки теплолюбивых растений, поэтому в 1955 году построили ещё одну оранжерею. Первую значительную, отапливаемую тёплой водой теплицу построили только в 1958 году.
В 1961 году был построен питомник для рассады и оранжерея для орхидей. В 1964 году здание машинного отделения перестроили в теплицу для зимовки средиземноморских, австралийских и новозеландских растений. В 1969 году было готово ещё одно помещение для зимовки растений, самое большое в Венгрии. В 1997 году его починили и расширили.
В 1959-60 годах очистили затянутые тиной пруды и русло ручья, полученную в результате очистки землю использовали для улучшения ландшафта, для заполнения неровностей. Построили деревянные мосты через ручей. В 1961 году ботанический сад открыли для посещения широкой публики. В первый год сад посетило всего 6000 человек, а с конца 70-х годов каждый год — 110—130 тысяч человек. Наводнение 1963 года причинило саду большой ущерб, и восстановление длилось много лет.
После того, как Зойоми Балинт вышел на пенсию, во главе исследовательского института, увеличенного за счёт Венгерской исследовательской станции Дуная, встал Берцик Арпад. В 1970 годах поддерживать сад в порядке становится всё труднее, поскольку количество садовых рабочих сократилось практически наполовину.
В 1980-90 годах обновили дороги, ведущие к теплицам, починили разрушающийся каменный забор, модернизировали оросительную систему, осуществили очистку прудов. В 1985 году построили первую, невысокую оранжерею для пальм, а в 1987 году — более высокую, высотой в 15 метров.
Восстановили романтические детали сада (водяную мельницу, искусственные развалины). К началу столетия починили деревянные мосты, поменяли бетонные садовые скамьи на деревянные. Старинные ворота из кованного железа реставрировали в 2005 году, в саду разместили новые карты и информационные таблицы. В 1997 году на территории сада открыл двери для посетителей информационный центр.
В 2010 году при поддержке Европейского Союза и Министерства Сельского Хозяйства в ботаническом саду начали 5-летнюю программу «Life» по созданию генного банка растений. В 2013 году здесь открылась выставка, связанная с проектом, которая в игровой форме показывает важность проекта сохранения семян растений для будущего.

## Коллекция биологической систематики
На территории полутора гектаров расположены более чем 3000 видов цветковых растений. Это самая богатая коллекция биологической систематики в Венгрии, созданная Уйвароши Миклошом по систематике растений Шоо Режё. На самой высокой части холма расположены Барбарисовые и Лютиковые, считавшим самыми древними семействами цветковых растений, далее по радианту более юных семейств. Роди разделены радиальными тропинками.